# Chase Field
Le Chase Field (auparavant Bank One Ballpark, surnommé The BOB) est un stade de baseball situé près du Talk Stick Ressort Arena (anciennement US Airways Center) dans le centre-ville de Phoenix en Arizona.
Depuis 1998, c'est le terrain de jeu des Diamondbacks de l'Arizona qui sont une équipe de baseball de la Ligue nationale en MLB. Le bâtiment est surnommé « The BOB » en référence à son ancien nom Bank One Ballpark. Il peut accueillir 48 686 spectateurs pour le baseball. Il dispose de 69 suites de luxe et 4 400 sièges de club.

## Histoire
Inauguré en 1998, le Chase Field était le second stade de la MLB à disposer d'un toit rétractable (après le Centre Rogers de Toronto) avec une pelouse naturelle.
Le 9 mars 1995, la Ligue majeure de baseball attribua une nouvelle franchise de baseball majeur à la ville de Phoenix, en conséquence la construction d'un terrain neuf fut programmé. L'édification du stade commença le 16 novembre 1995 et son architecture était semblable à un hangar massif d'aéroport. Il a été conçu par le cabinet d'architectes Ellerbe Becket dont le designer principal était Bill Johnson. Une enceinte à toit rétractable fut choisie en raison de la forte chaleur en Arizona, de plus il est climatisé et son toit peut se fermer en cinq minutes. Après la première semaine de mai, beaucoup de matchs sont joués avec le toit fermé.
Le bâtiment fut élaboré pour un coût de $354 millions de dollars ($414 millions de dollars selon certaines estimations) dont $238 millions payés par le comté de Maricopa (le comté est détenteur du stade) et $85 millions par les propriétaires des Diamondbacks. Le reste fut financé par les droits de naming.
À l'origine connu sous le nom de Bank One Ballpark, le terrain a été retitré Chase Field le 23 septembre 2005 après la fusion entre la société Bank One et JP Morgan Chase. Chase paye $2,2 millions de dollars par an jusqu'en 2028.
Les Diamondbacks de l'Arizona ont fait leur début dans l'enceinte le 31 mars 1998. Plus de 3,6 millions de visiteurs ont rempli le bâtiment pour assister l'équipe durant leur première saison. Le dispositif le moins commun au stade est la piscine, qui est située derrière une partie de la clôture du champ droit. En plus de la piscine, le Chase Field a beaucoup d'agréments comme le Baseball Hall of Fame qui se trouve au Cox Clubhouse. Les visiteurs peuvent visionner des vidéos et des affichages détaillant l'histoire du baseball dans le Fox Sport Net Arizona Diamondtown. Nouveauté de la saison 2008, le nouveau tableau d'affichage haute définition est situé en champ centre. Ses dimensions sont de 14 mètres de haut et 41 mètres de large, son coût était de $14 millions de dollars. C'est le 2e plus grand écran HD de la Ligue majeure de baseball après celui du Kauffman Stadium.
Bien que les Diamondbacks de l'Arizona soient l'une des plus jeunes franchises dans la Ligue majeure de baseball, l'équipe a eu du succès dans sa récente histoire en gagnant la Série mondiale en 2001 contre les Yankees de New York.
Parmi les grands événements ayant eu lieu au Chase Field, on peut retenir les matchs 1, 2, 6 et 7 de la Série mondiale 2001, le Insight Bowl qui s'est déroulé chaque année entre 2000 et 2005 et la visite du Président George W. Bush en octobre 2004 pour sa campagne électorale. En 2006 et 2007, le stade organisa le Challenge at Chase qui est un match de baseball opposant les deux équipes universitaire de l'état, les Arizona Wildcats et les Arizona State Sun Devils. Chase Field sera l'hôte du Match des étoiles de la Ligue majeure de baseball 2011, le 12 juillet 2011. Chase Field accueillera pour la première fois de son histoire du catch le 27 janvier 2019 avec le Royal Rumble (2019).

## Évènements
- Insight Bowl, 2000 à 2005
- Série mondiale 2001
- Professional Bull Riders Built Ford Tough Series, février 2006
- Classique mondiale de baseball, mars 2006
- Challenge at Chase, 2006 et 2007
- Amp’d Mobile AMA Supercross Series, 12 janvier 2008
- Match des étoiles de la Ligue majeure de baseball 2011, le 12 juillet 2011
- Royal Rumble, le 27 janvier 2019

## Dimensions
- Left Field (Champ gauche) - 330 pieds (100.5 mètres)
- Left-Center - 374 ft (114 m)
- Left-Center (profondeur) - 413 ft (126 m)
- Center Field (Champ centre) - 407 ft (124 m)
- Right-Center (profondeur) - 413 ft (126 m)
- Right-Center - 374 ft (114 m)
- Right Field (Champ droit) - 334 ft (102 m)

## Galerie

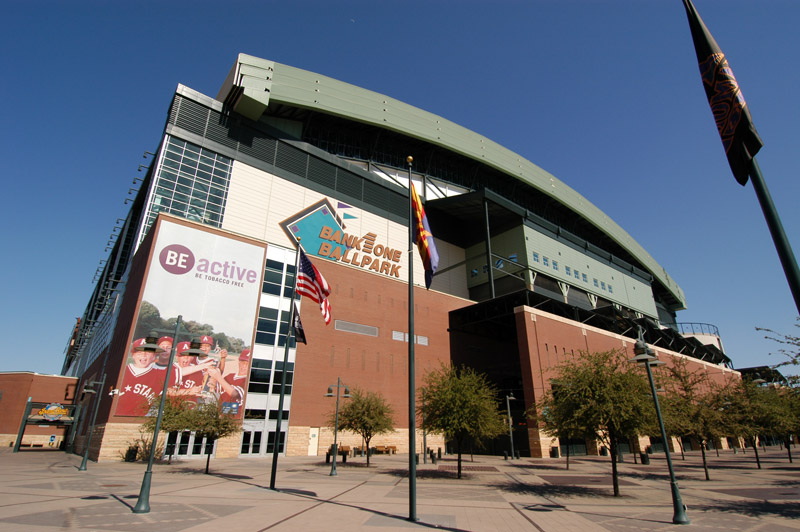
Façade du stade (2005)
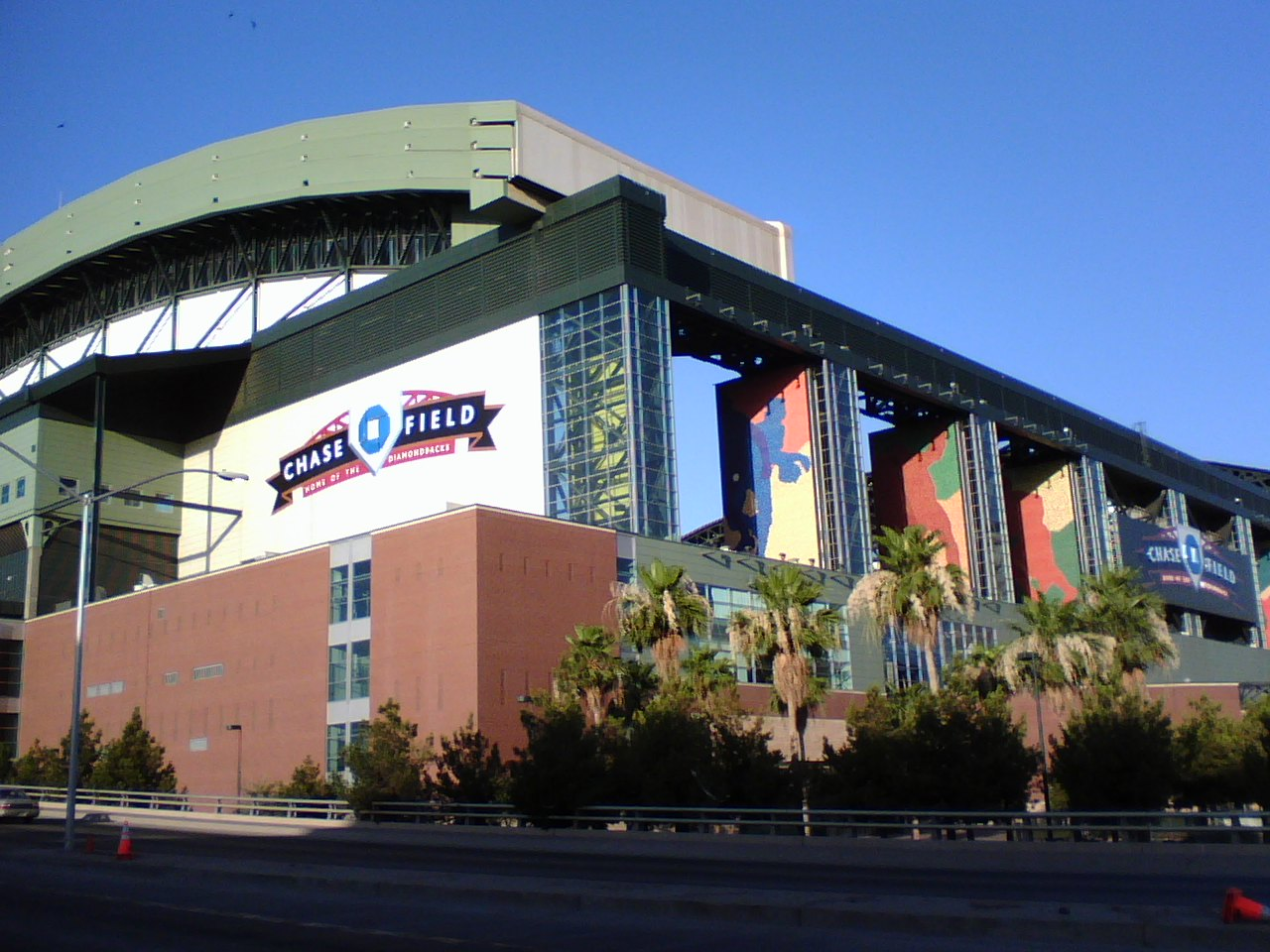
Chase Field (2007)
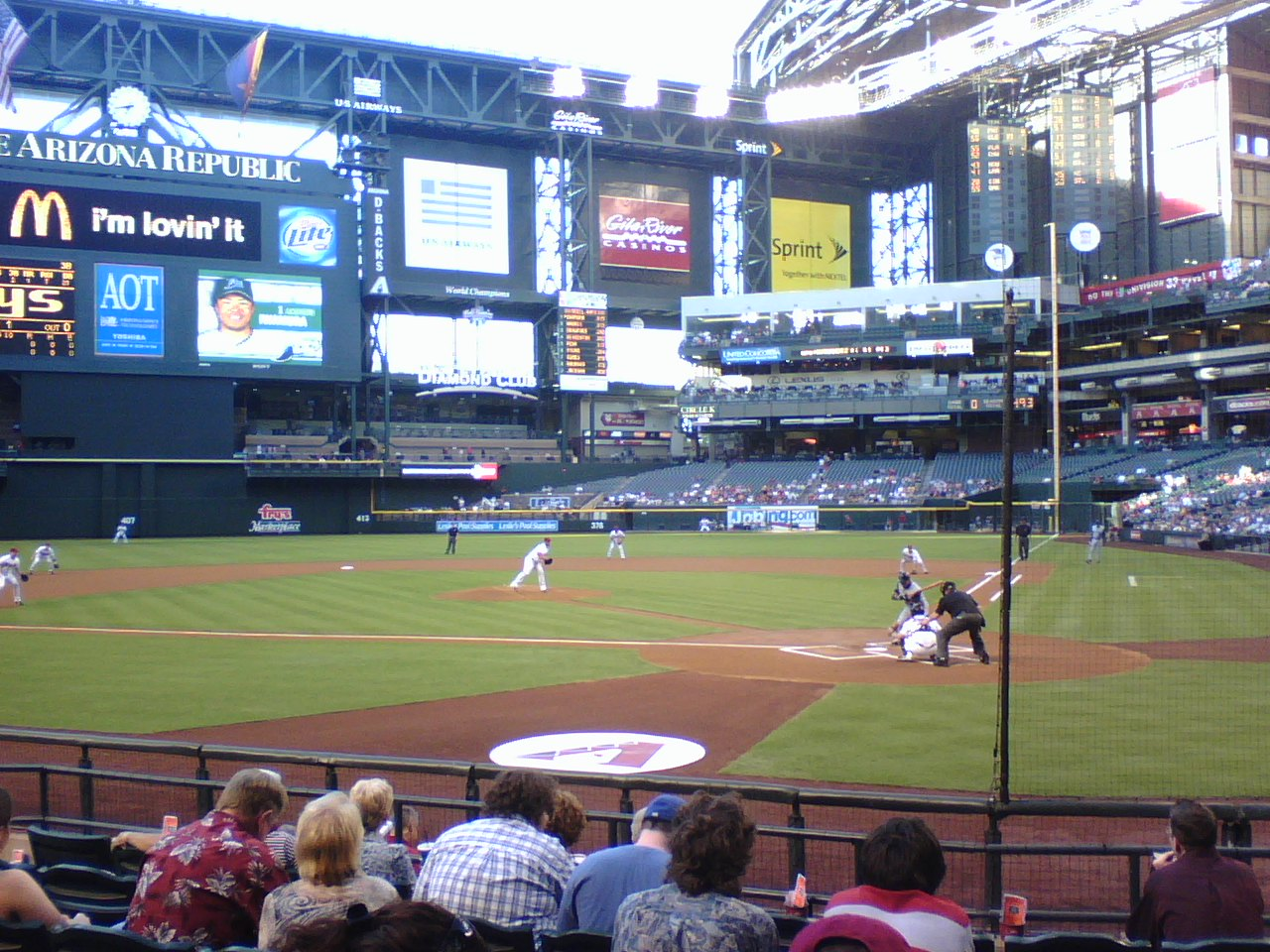
Intérieur
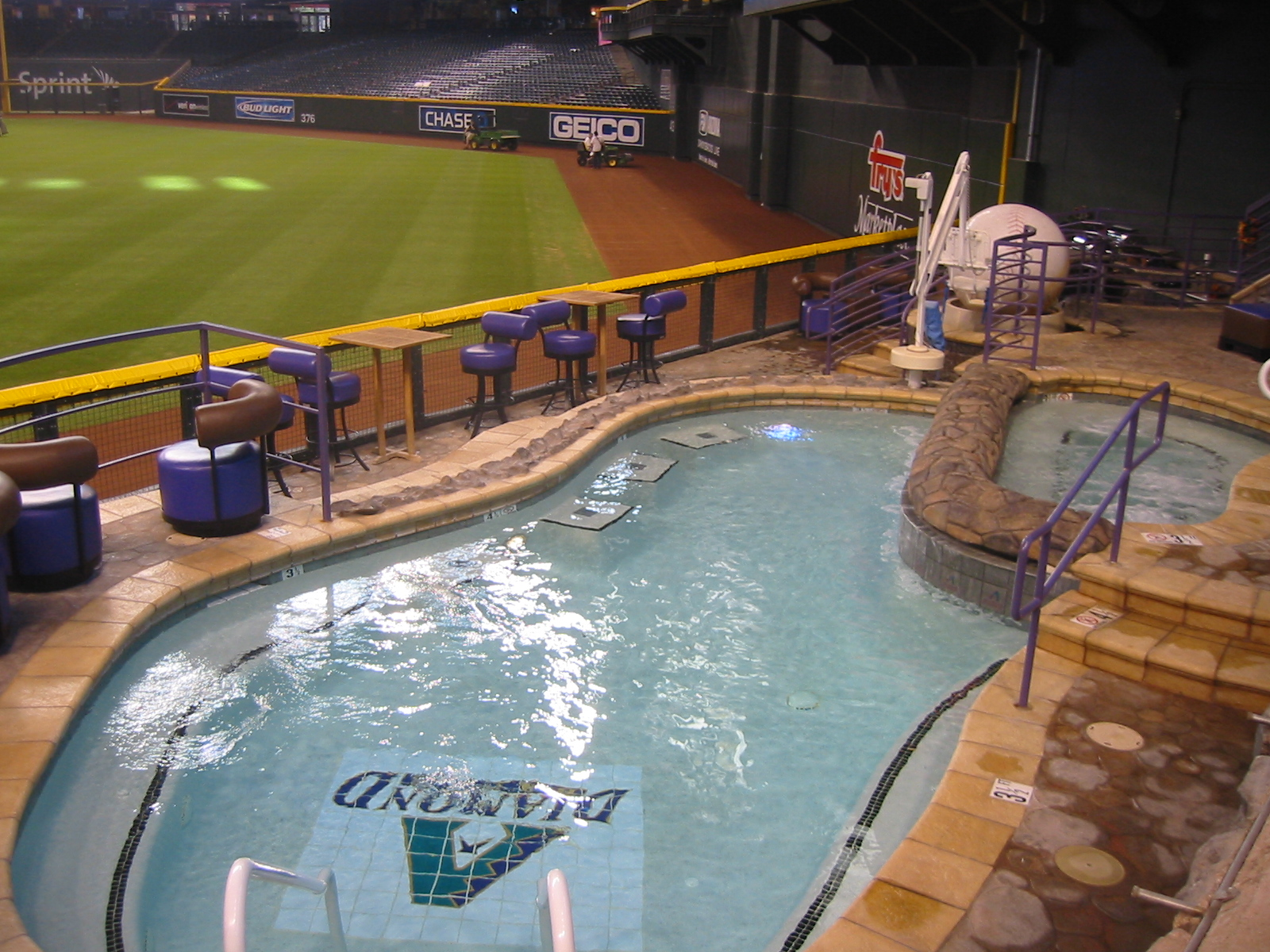
Piscine